# Director's Cut
| Críticas profissionais | Críticas profissionais |
| Avaliações da crítica  | Avaliações da crítica  |
| Fonte                  | Avaliação              |
| ---------------------- | ---------------------- |
| allmusic               | link                   |
| The Boston Globe       | (favorável) link       |
| Entertainment Weekly   | B+ link                |
| The Independent        | link                   |
| The Guardian           | link                   |
| Pitchfork Media        | link                   |
| PopMatters             | link                   |
| Slant Magazine         | link                   |
| Sputnikmusic           | link                   |

Director's Cut é o nono álbum de estúdio da cantora e compositora inglesa Kate Bush, lançado em 2011.
O álbum recebeu a certificação de prata pela British Phonographic Industry por vendas superiores a 60 000 cópias no Reino Unido.
O álbum apresenta novas versões de faixas dos álbuns anteriores The Sensual World e The Red Shoes. 
É o primeiro álbum de Kate lançado pelo seu próprio selo, Fish People.

## Faixas
Todas as faixas escritas e compostas por Kate Bush com exceção de "Flower of the Mountain" cuja letra é de James Joyce. 
| N.º            | Título                   | Duração |  |
| 1.             | "Flower of the Mountain" | 5:15    |  |
| 2.             | "The Song of Solomon"    | 4:45    |  |
| 3.             | "Lily"                   | 4:05    |  |
| 4.             | "Deeper Understanding"   | 6:33    |  |
| 5.             | "The Red Shoes"          | 4:58    |  |
| 6.             | "This Woman's Work"      | 6:30    |  |
| 7.             | "Moments of Pleasure"    | 6:32    |  |
| 8.             | "Never Be Mine"          | 5:05    |  |
| 9.             | "Top of the City"        | 4:24    |  |
| 10.            | "And So Is Love"         | 4:21    |  |
| 11.            | "Rubberband Girl"        | 4:37    |  |
| Duração total: | Duração total:           | 57:04   |  |

## Desempenho nas paradas musicais
| Parada musical (2011)                         | Melhor posição |
| --------------------------------------------- | -------------- |
| Austrália — ARIA Albums Chart                 | 41             |
| Áustria — Top 40 Albums                       | 35             |
| Bélgica (Valónia) — Belgian Albums Chart      | 20             |
| Bélgica (Flandres) — Belgian Albums Chart     | 27             |
| Dinamarca — Danish Albums Chart               | 11             |
| Espanha — Spanish Albums Chart                | 71             |
| Estados Unidos — Billboard Independent Albums | 36             |
| Estados Unidos — Tastemakers                  | 19             |
| Finlândia — Finnish Albums Chart              | 8              |
| França — SNEP                                 | 31             |
| Japão — Oricon Albums Chart                   | 132            |
| Noruega — VG-lista                            | 2              |
| Nova Zelândia — New Zealand Albums Chart      | 38             |
| Países Baixos — MegaCharts                    | 6              |
| Polónia — Polish Albums Chart                 | 28             |
| Reino Unido — UK Albums Chart                 | 2              |
| Suécia — Sverigetopplistan                    | 12             |
| Suíça — Swiss Albums Chart                    | 23             |